# Giovanni Divella
Giovanni Divella (Gravina in Puglia, 28 febbraio 1935 – Gravina in Puglia, 8 marzo 2018) è stato un politico italiano.

## Biografia
Era laureato in medicina. È stato deputato nella XIII legislatura; fu eletto alle elezioni del 1996 nel collegio n°27 della Circoscrizione Puglia per il Polo per le Libertà con il 48,7% dei voti, sconfiggendo il deputato uscente Fabio Perinei. Faceva parte del gruppo di Forza Italia, ed è stato membro della Commissione Affari sociali.
Tra il 2009 e il 2011 è stato sindaco di Gravina in Puglia, eletto con il Popolo della Libertà.